# Børge Krogh
Børge Krogh (født 18. april 1942 i Aalborg, død 7. september 2022 i Aalborg) var en dansk bokser. Han havde tilnavnet ”Bokseprofessoren” blandt andet på grund af sit generelle intellekt og læreruddannelse og på grund af sine tekniske og taktiske evner som bokser.

## Amatørkarriere
Børge Krogh havde en lang og succesfuld karriere som amatørbokser i bokseklubben AK Jyden Aalborg. Han vandt det jyske seniormesterskab som 16-årig i fluevægt i 1958. I årene 1959-61 vandt han såvel det jyske som det danske mesterskab i fjervægt. Han deltog i den olympiske bokseturnering ved Sommer-OL 1960 i Rom i fjervægt, men tabte i første runde til finnen Limmonen. Han deltog i de nordiske mesterskaber i 1961 i fjervægt og vandt sølv. I 1962 gik Børge Krogh op i letvægt og blev igen både dansk og jysk mester, hvilket gentog sig i 1963. Samme år skiftede han fra Jyden Aalborg til bokseklubben Kelly, hvor han vandt københavnsmesterskabet. Ved DM i 1964 brækkede han kæben to steder i en indledende kamp, hvilket standsede videre deltagelse i turneringen. Sammen med Tom Bogs deltog Børge Krogh ved OL i 1964 i Tokyo, hvor han dog tabte i første runde til filippineren Rodolfo Arpon med dommerstemmerne 4-1.

## Professionel karriere
Efter deltagelsen i OL og 225 amatørkampe blev Børge Krogh professionel, og tegnede sammen med Tom Bogs en af de mest succesrige perioder i dansk professionel boksning.
Han debuterede ved et stævne i KB Hallen den 5. november 1964 med en sejr over franskmanden Christian Lefevre, der blev stoppet i 3. omgang. Efter 19 kampe med lutter sejre og en enkelt uafgjort fik Børge Krogh en kamp om europamesterskabet i letvægt mod den hårdtslående franskmand Maurice Tavant. Kampen blev afviklet den 3. november 1966 i KB Hallen på Frederiksberg. Børge Krogh udboksede Tavant, og leverede en af de fineste danske professionelle boksepræstationer, og blev erklæret vinder på point efter 15 omgange. Krogh boksede de sidste omgange med en dyb flænge under det ene øje. Krogh var på dette tidspunkt et verdensnavn, der lå nr. 2 på verdensranglisten i letvægt. Året efter den 30. juni 1967 satte Krogh titlen på spil på udebane i Madrid mod spanieren Pedro Carrasco, der forinden havde en rekordliste med 57 kampe og kun ét nederlag og en enkelt uafgjort. Carrasco var for stærk for Krogh, og førte på point, da kampleder Kurt Rado stoppede kampen i 8. omgang, da Krogh havde dybe flænger ved begge øjne. Nederlaget var Børge Kroghs første i 28 kampe. Carrasco blev siden verdensmester i letvægt (WBC-regi), og opnåede 106 sejre i 111 kampe.
Efter nederlaget i Madrid vendte Krogh tilbage til hjemmebanen i KB Hallen og vandt 6 kampe på stribe. Den 4. april 1968 blev Krogh matchet mod finnen Olli Maeki, der ligesom Krogh var tidligere europamester. Maeki masede på gennem kampen, men uden den store succes i de første 6 omgange, da Krogh med sit overblik og sin kølige kontraboksning styrede begivenhederne. Fra 7. omgang tabte Krogh imidlertid pusten, og Maeki fik pludselig succes med sin frembrusende stil og formåede at presse Krogh i de sidste 4 omgange, hvor Krogh tillige var plaget af en øjenskade. Kampen blev erklæret uafgjort, hvilket udløste en pibekoncert fra publikum, der havde set Maeki som vinder. Ifølge Politiken fik Maeki kun uafgjort på grund af sin urene stil og mange slag med åben handske.
I sin næste kamp den 2. maj 1968 mødte Børge Krogh Jim ”Spike” McCormack fra Nord-Irland. Krogh førte tårnhøjt på point, da bokserne knaldede panderne sammen i 8. omgang, og Krogh endnu engang måtte se sig stoppet på grund af en skade. Krogh fortsatte sine bestræbelser på at få en returmatch om europamesterskabet, og selv om sejrene ikke længere kom så nemt som tidligere i karrieren, fik Krogh opfyldt sit ønske, da han den 27. august 1970 i Valby hallen fik en kamp om europamesterskabet i let-weltervægt mod franskmanden René Roque. Krogh leverede en fornem præstation, men efter 15 omgange blev Roque reddet af en tvivlsom uafgjort og beholdt derved mesterskabet. Krogh boksede tre kampe mere i karrieren, men blev stoppet to gange på grund af øjenskader.
Børge Krogh opnåede som professionel 56 kampe, hvor af de 43 blev vundet (9 før tid), 8 tabt (5 før tid, alle på grund af skader) og 5 uafgjorte.

## Andet
Efter afslutningen af karrieren som aktiv professionel virkede Børge Krogh i mange år som træner for amatører og for professionelle, herunder bl.a. Jørgen Hansen og Ayub Kalule. Han var i mange år underviser og skoleleder på Klostermarksskolen i Aalborg.
Børge Krogh medvirkede i 1968 i filmen Lille mand, pas på!, hvor han spillede bokser. Filmen er oplyst at være et ”Erotisk lystspil”.
I 1966 udkom biografien -vinder: Børge Krogh.
Børge Kroghs brødre Tage Krogh, Kjeld Krogh og Bjarne Krogh boksede også som amatører med stor succes, ligesom brødrene virkede som trænere og aktive i dansk boksning. Bjarne Kroghs sønner var succesfulde boksere for Nørresundby-klubben Lindholm BK. Således vandt Finn Krogh (Børge Kroghs nevø) det danske mesterskab i letvægt i 1982.